# کشتی جنگی روسی، برو لعنت به خودت!

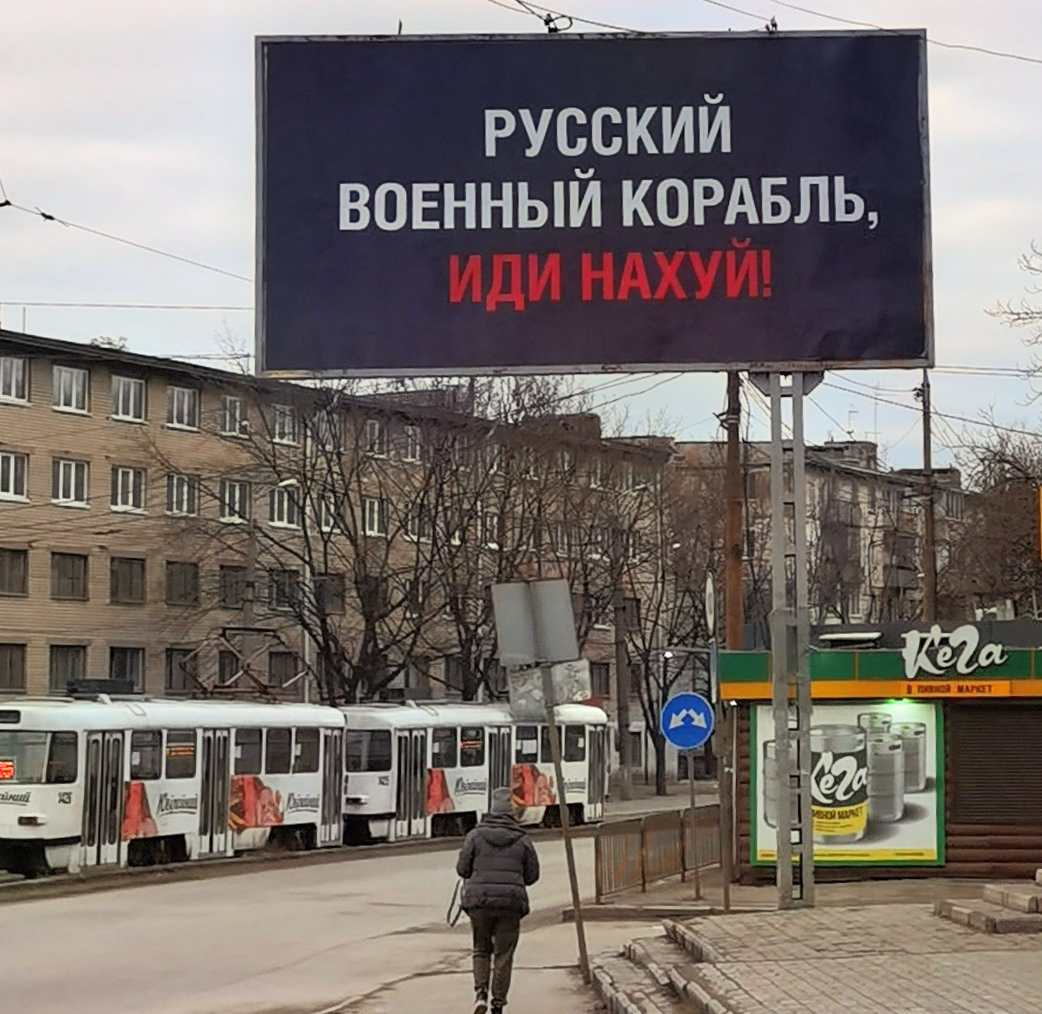
بیلبورد به زبان روسی در خیابانی در دنیپرو، اوکراین با عبارت «کشتی جنگی روسیه، برو لعنت به خودت!»

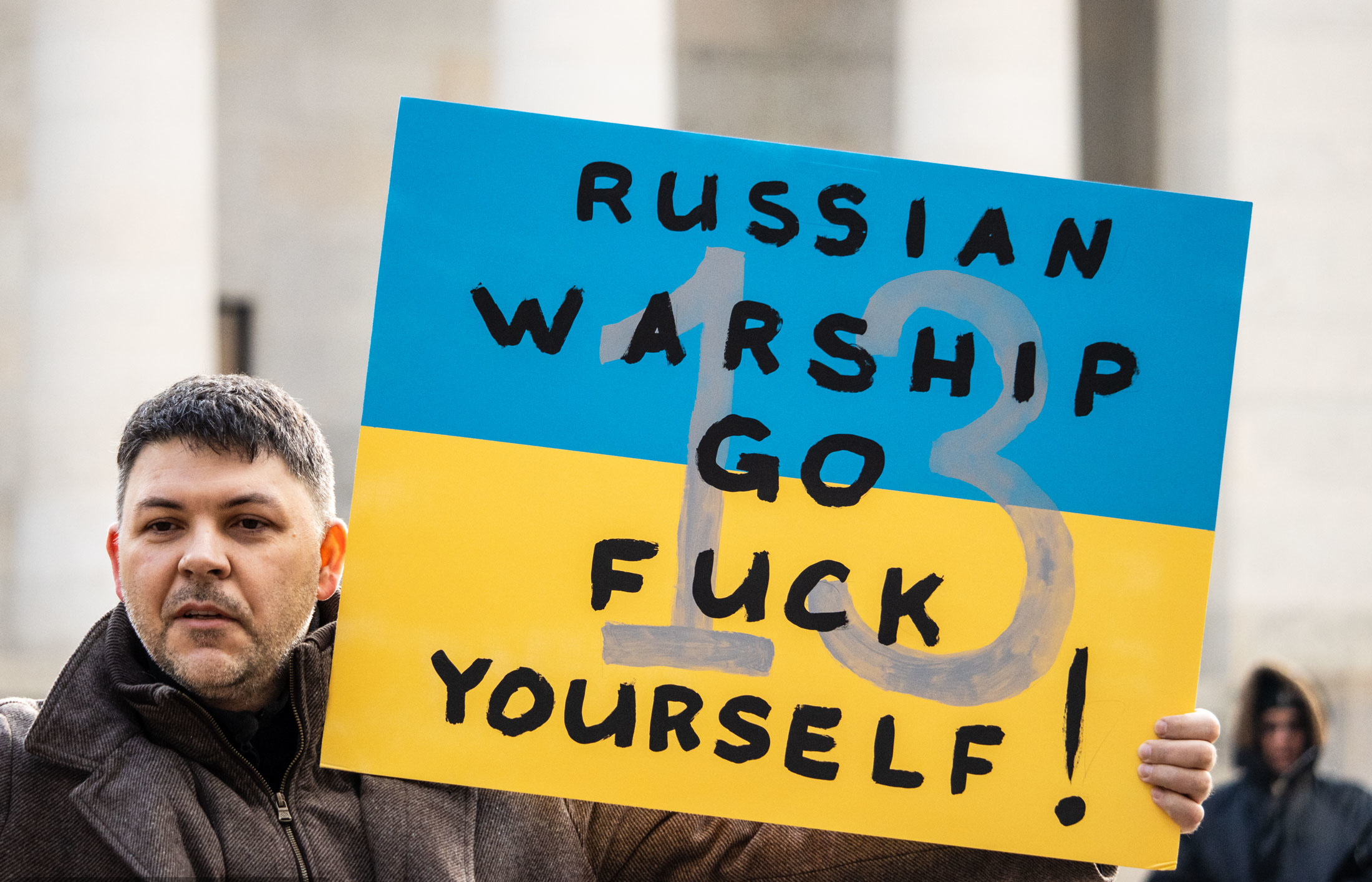
تجمع در حمایت از اوکراین در کلمبوس، اوهایو (۲۶ فوریه ۲۰۲۲)

عبارت «ناو جنگی روسی، برو لعنت به خودت!» (به روسی: Русский военный корабль, иди на хуй، آوانگاری Russky voyenny korabl, idi na khuy)(به انگلیسی: Russian warship, go fuck yourself!)، پاسخی است که افسر مرزبان اوکراینی در جریان حمله روسیه به جزیره مار به فراخوان ناو جنگی روسیه برای تسلیم‌شدن آن‌ها داده بود. این نبرد در جزیره مار در ۲۴ فوریه ۲۰۲۲ رخ داد و صداهای ضبط‌شده‌ٔ آن در اینترنت پخش شد و به یکی از نمادهای مبارزه اوکراین علیه تهاجم روس‌ها تبدیل شد. در آن زمان از ۱۳ مرزبانی که گمان می‌رفت در این حمله جان باختند، در رسانه‌های اجتماعی به دلیل شجاعتشان تجلیل شد و ولودیمیر زلنسکی، رئیس‌جمهور اوکراین اعلام کرد که نشان قهرمان اوکراین را به آن‌ها اعطا خواهد کرد.    
مجله ویک این عبارت را با عبارت دیگر «آلامو را به خاطر بسپار» که در نبر آلامو از انقلاب تگزاس قرن ۱۹ رایج شده بود، مقایسه کرد.  این عبارت همچنین با پاسخ قزاق‌های زاپوروژی به سلطان عثمانی مقایسه شده است که محمد چهارم، سلطان امپراتوری عثمانی  درخواست تسلیم قزاق‌های زاپوروژیان (که در اوکراین مرکزی مدرن زندگی می‌کردند) را رد کرد و با نامه‌ای مملو از فحاشی به آن درخواست پاسخ داد. 
در ۲۸ فوریه ۲۰۲۲، نیروی دریایی اوکراین در صفحه فیس‌بوک از زنده بودن این مرزبانان خبر داد و گفت آن‌ها توسط نیروی دریایی روسیه بازداشت شده‌اند.  

## کاربردهای مشتق شده
در ۲۶ فوریه ۲۰۲۲، نیروهای مسلح اوکراین برای جلوگیری از انتقال تجهیزات و پرسنل نظامی روسیه توسط راه‌آهن روسیه به اوکراین، تقاطع راه‌آهن را منفجر کردند؛ وقتی راه‌آهن روسیه از اوکراین خواست تا این تقاطع را بازگرداند، مأمور اوکراینی پاسخ داد:  "Russian trains, go fuck yourself!". 